# Petropavlovsk (1894)
Petropavlovsk (rusky Петропавловск) byla bitevní loď (typu predreadnought) Ruského carského námořnictva třídy Petropavlovsk. Ve službě byla v letech 1899–1904. Byla potopena za rusko-japonské války.

## Stavba

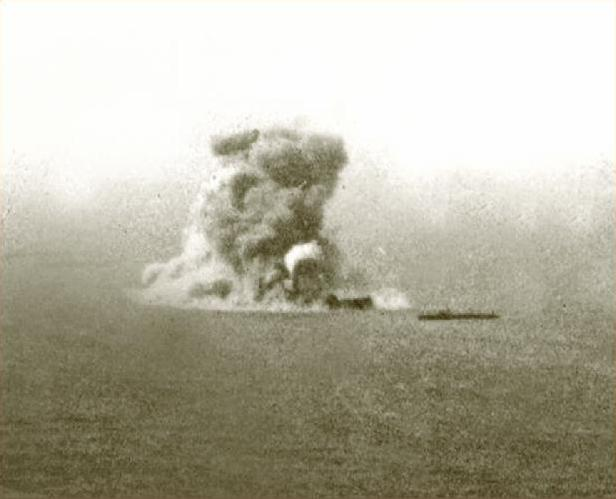
Fotografie zániku bitevní lodě Petropavlovsk

Bitevní loď byla postavena v petrohradských loděnicích. Stavba byla zahájena v květnu 1893, na vodu byla spuštěna 9. listopadu 1894 a do služby byla přijata v roce 1899.

## Konstrukce
Hlavní výzbroj tvořily čtyři 305mm kanóny ve dvoudělových věžích. Sekundární výzbrojí bylo dvanáct 152mm kanónů, z nichž bylo osm umístěno ve dvoudělových věžích a čtyři v kasematách. Lehkou výzbroj představovalo dvanáct 47mm kanónů a dvacet osm 37mm kanónů. Dále bylo neseno šest 450mm torpédometů. Pohonný systém tvořilo čtrnáct cylindrických parních kotlů a dva parní stroje s trojnásobnou expanzí o výkonu 11 250 ihp, pohánějící dva lodní šrouby. Nejvyšší rychlost dosahovala 16,5 uzlu.

## Služba

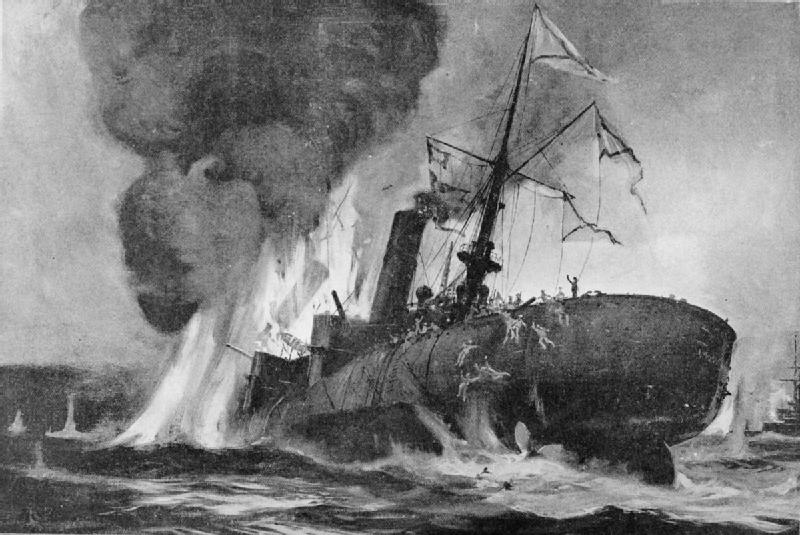
Ilustrace zániku bitevní lodě Petropavlovsk

V roce 1901, v souvislosti s růstem napětí mezi Ruskem a Japonskem, byla loď včleněna do ruské tichomořské eskadry, jejíž se stala vlajkovou lodí. Dne 13. dubna 1904 najela blízko Port Arthuru na miny a potopila se. Na palubě zahynulo 27 důstojníků a 652 námořníků včetně admirála Stěpana Makarova a známého ruského malíře Vasilije Věreščagina.